# Gioelemaria Origlia
Gioelemaria Origlia (1996) è una nuotatrice italiana, vincitrice della medaglia di bronzo alle Universiadi 2019 nella staffetta 4x100 stile libero.

## Palmarès
- Universiadi

Napoli 2019: bronzo nella 4x100m sl.
- Europei giovanili

Anversa 2012: argento nella 4x200m sl.